# هاري فرازي
هاري فرازي (بالإنجليزية: Harry Frazee) هو مخرج أمريكي، ولد في 29 يونيو 1880 في بيوريا في الولايات المتحدة، وتوفي في 4 يونيو 1929 في نيويورك في الولايات المتحدة بسبب قصور كلوي.

## وصلات خارجية
- هاري فرازي على موقع IMDb (الإنجليزية)
- هاري فرازي على موقع قاعدة بيانات برودواي على الإنترنت (الإنجليزية)